# Teslui (Dolj)
Pour l’article homonyme, voir Teslui (Olt).
Teslui est une commune du județ de Dolj en Roumanie.